# Список патріархів Грецької православної церкви Александрії
В грецький православній церкві Патріарх Александрійський носить титул папи і Патріарха Александрійського і всієї Африки.
Наступний список містить всіх предстоятелів Православної Церкви Александрії що прийняли віровчення Халкедонського собору.

## Патріархи Александрії до Халкедонського собору
1. Євангеліст Марк (43-68)
2. Аніан (68-82)
3. Авілій (83-95)
4. Кердон (96-106)
5. Прим (106—118)
6. Юст (Юстин) (118—129)
7. Євменій (131—141)
8. Марк II (Маркіян) (142—152)
9. Келадіон (Келладій) (152—166)
10. Агриппин (167—178)
11. Юліан (178—189)
12. Димитрій I (189—232)
13. Геракл (232—248)
14. Діонісій Великий (248—264)
15. Максим (Максиміан) (265—282)
16. Теона (282—300)
17. Петро I (300—311)
18. Ахілл (312—313)
19. Александр I (313—326), відбувся перший вселенський соборвакантні (326—328)
20. Афанасій I (328—339) служив Дияконом для першого Ради; став Папою Александрійським
Григорій Каппадокійський (339—346), Аріанський Патріарх; не приймаються прихильниками Нікейський символу віри (і, отже, не враховуються в Коптської Православну церкву, Візантійської Православної або  католицької ліній).
Афанасій I (346—373) (відновлений)
21. Петро II (373—380)
Люцій Александрійський (373—377), Аріанин, встановлених імператором і не визнані прихильники Нікейського символу віри
22. Тимофій I (380—385), відбувся другий Вселенський собор
23. Теофіл (385—412)
24. Кирило (412—444), відбувся третій Вселенський собор
25. Діоскор (444—451) четвертий Вселенський собор відбувся розкол між Халкідонським християнством і Орієнтальним християнством — Діоскор був усунутий Халкедонським собором

## Грецькі православні патріархи Александрії після Халкедонського собору
1. Протерій (451–457)
2. Тимофій II Александрійський (Айлурос) (457–460)
3. Тимофій III Салофакіолос (460–475)
вдівство кафедри (475–477)
Тимофій III Салофакіолос (477–482) (відновлений)
4. Іоан I Талая (482)
вдівство кафедри (482–536)
5. Петро III (копт) (482-490)
6. Афанасій II (копт) (490-496)
7. Іоан II (копт) (496-505)
8. Іоан III (копт) (505–516)
9. Діоскор II (копт) (516–517)
10. Тимофій IV (копт) (516-517)
11. Феодосій I (копт) (536)
12. Гаян (536–537)
13. Павло Тавеннісіот (бл. 539 - 540/41)
14. Зоіл (бл. 541 - липень 551)
15. св. Аполлінарій (551 - бл. 568)
16. Іоанн IV (569–579)
вдівство кафедри (579–581)
17. св. Євлогій I (бл. 580 - 13 лютий 607/08; пам'ять: 13 лютого)
18. Феодор (Феодосії) Скрібон (607/08 - 3 грудня 609)
19. св. Іоанн V Милостивий (609/10 - 619/20; пам'ять: 12 листопада)
20. Георгій I (бл. 621 - бл. 630)
21. Кір, монофеліт (630/631 - 642 ... 644) Іслам вступив в Єгипет
вдівство кафедри (641–642)
22. Петро IV (642–651)
Феодор II ???
23. Петро V
24. Петро VI (?) (Кін. VII ст.), Один з підписантів рішень Трулльского собору (691-692)
Феофілактій Александрійський ???
Онопсій Александрійський ???
25. Косма I (727 ... 731 - після 767)
26. Політіан (до 787 - бл. 801)
27. Євстафій (бл. 801 - бл. 805)
28. Христофор I (бл. 805 - 841)
29. Софроній I (841 - 17 листопада 859)
30. Михайло I (Сіаіл) (кін. 859 - 870)
31. Михайло II (870 - 21 серпень 903)
32. Іоанн VII Майюма (???)
33. Христодул (Абд аль-Масих) (17 червня 907 - 21 листопада 932)
34. Євтихій II (Саїд ібн-Батрік) (6/7 лютого 933 - 11/12 травня 940)
35. Софроній II (бл. 941)
36. Ісаак (серпні або вересні 941 - 954)
37. Йов (бл. 954 - 7 вересня 960)
38. Ілля I (червень або липень 964 - 12 травня 1000)
39. св. Арсеній I (17 червня 1000 - 4 липня 1010)
40. Феофіл ІІ (1010 - 1020)
41. Георгій II (1021 - 1052)
42. Леонтій (1052-1059)

### Після Великої Схизми
1. Александр II (1059-1062)
2. Іоанн VI Кодонат (1062-1100)
3. Євлогій II (1100-1117) Коад'ютор
4. Кирило II (1100 -?)
5. Сава (після 1117 - ?)
6. Феодосій II (? -1137)
7. Софроній III (1137 - 1171)
8. Іллія II (бл. 1171 - бл. 1175)
9. Елеферій (Альфтер) (бл. 1175 - 1180)
10. Марк III (бл. 1180 - 1209)
11. Миколай I (до лютого 1210 - бл. 1235 або 1243)
12. Григорій I (бл. 1235 або 1243 - бл. 1243 або 1263)
13. Миколай II (бл. 1243 або 1263 - 1276)
14. Афанасій III Синаит (1276 - бл. 1308 або 1316)
15. Григорій II (бл. 1308 або 1316 - бл. 1332 або 1354)
16. Григорій III (бл. 1332 або 1354 - бл. 1350 або 1366)
17. Ніфон (бл. 1350 або 1366 - бл. 1371 або 1385)
18. Марк IV (бл. 1371 або 1385 - бл. 1385 або 1389)
19. Миколай III (бл. 1385 або 89 - бл. 1397/98)
20. Григорій IV (бл. 1397/98 - бл. 1412) (в «Діонісіевская каталозі» Александрійських патріархів вказаний як Григорій V (грец. ΓρηΥόριος ὁ Ε). Відомостей про його життя не збереглося).
21. Миколай IV (бл. 1412 - бл. 1417)
22. Афанасій IV (бл. 1417 - бл. 1425 або 1428)
23. Марк V (бл. +1425 або 1428 - бл. 1435 або 1437)
24. Філофей I (Теофіл) (бл. 1435 або 1437 - бл. 1459)

### Після Ферраро-Флорентійської унії
1. Марк VI (1459 - бл. 1484)
2. Григорій V (1484 - бл. 1486)
3. Іоаким I Афінянин (6 серпня 1487 - 1565/1567, з перервою)
4. Філофей II (згаданий в 1523) (????)
5. Григорій VI (?)
6. Сильвестр Критський (12 квітня 1569 - липень 1590)
7. Мелетій I Пігас (5 серпня 1590 - 13 вересень 1601)
8. Кирил III Лукарис (1601/02 - 4 листопада 1620)
9. Герасим I Спарталіот (30 листопада 1620 - 30 липень 1636)
10. Митрофан Крітопул (вересень 1636 - 20 травня 1639)
11. Никифор Кларонцан (кін. Травня 1639 - квітень 1645)
12. Іоанникій Кіпріот (9 липня 1645 - 15 вересень 1657)
13. Паїсій (15 жовтня 1657 - бл. 1665)
14. Іоаким II (бл. 1665 - бл. 1667) (?????)
15. Паїсій, повторно (1668 - 1677/78)
16. Парфеній I (1678 - 30 червень 1688)
17. Герасим II Паліот (Паллада) (25 липня 1688 - 20 січень 1710)
18. Самуїл I (22 січня 1710 - 1712)
19. Козьма II (1712-1714)
20. Самуїл I, повторно (1714 - поч. Вересня 1723)
21. Козьма II, повторно (12 вересня 1723 - 28 листопада 1736)
22. Козьма III (5 березня 1737 - 3 червня 1746)
23. Матвій Псалт (26 вересня 1746 - 1 травня 1766)
24. Кіпріян (22 липня 1766 - 1783)
25. Герасим III Гімаріс (20 червня 1783 - 6 серпня 1788)
26. Парфеній II Панкостас (13 вересня 1788 - 9 вересня 1805)
27. Феофіл II Панкостас (9 листопада 1805 - 14 жовтень 1825)
28. Ієрофей I Фессалійський (жовтень 1825 - 8 вересень 1845)
29. Артемій Пардаліс (вересень 1845 - 1 січень 1847)
30. Ієрофей II Сіфніот (20 квітня 1847 - 1 січень 1858)
31. Каллінік Олімпійський (26 січня 1858 - 24 травня 1861)
32. Яков II Патмосійський (25 травня 1861 - 30 грудень 1865)
33. Никанор (17 січня 1866 - 31 березень 1869)
34. Ніл (2 квітня 1869 - 11 червень 1870) (???)
35. Софроній IV (11 червня 1870 - 22 серпня 1899)
Мелетій Апостолопулос (3 вересня 1899 - 22 грудень 1900), місцеблюститель, протосинкел
36. Фотій Александрійський(22 січня 1900 - 4 вересня 1925)

### Після Першої Світової Війни
1. Феофан (Мосхонас) (4 вересня 1925 - 20 травня 1926), місцеблюститель, митрополит Тріполійський
2. Мелетій II (Метаксакіс) (20 травня 1926 - 28 липень 1935)
Феофан (Мосхонас) (4 серпня 1935 - 11 лютий 1936), місцеблюститель, митрополит Тріполійський
3. Миколай V(11 лютого 1936 - 3 березня 1939)
Феофан (Мосхонас) (3 березня - 21 червень 1939), місцеблюститель, митрополит Тріполійський
4. Христофор II (21 червня 1939 - 16 листопада 1966)
Костянтин (Кацаракіс) (16 листопада 1966 - 10 травня 1968), місцеблюститель, митрополит Леонтопольський
5. Миколай VI (10 травня 1968 - 10 липень 1986)
Варнава (Фотарас) (9 липня 1986 - 27 лютий 1987), місцеблюститель, митрополит Пілусійський
6. Парфеній III (27 лютого 1987 - 23 липень 1996)
Павло (Лінгріс) (23 липня 1996 - 21 листопад 1997), місцеблюститель, митрополит Йоганнесбурзький
7. Петро VII (21 лютого 1997 - 11 вересень 2004)
Петро (Якумелос) (18 вересня - 9 жовтня 2004), місцеблюститель, митрополит Аксумський
8. Феодор II (Хорефтакіс) (з 9 жовтня 2004)